# 157-я улица (линия Бродвея и Седьмой авеню, Ай-ар-ти)
|   |   |   |   |
| · | · | · | · |

|   |   |   |   |
| · | · | · | · |

«157-я улица» (англ. 157th Street) — станция Нью-Йоркского метрополитена, расположенная на линии Бродвея и Седьмой авеню, Ай-ар-ти.  На станции останавливается маршрут 1 (круглосуточно). Она представлена двумя боковыми платформами, обслуживающими два пути.
Станция была открыта 12 ноября 1904 года, и была первой как часть расширения сети после открытия линии 27 октября 1904 года. Станция стала новой конечной точкой на севере линии до 16 марта 1906 года.

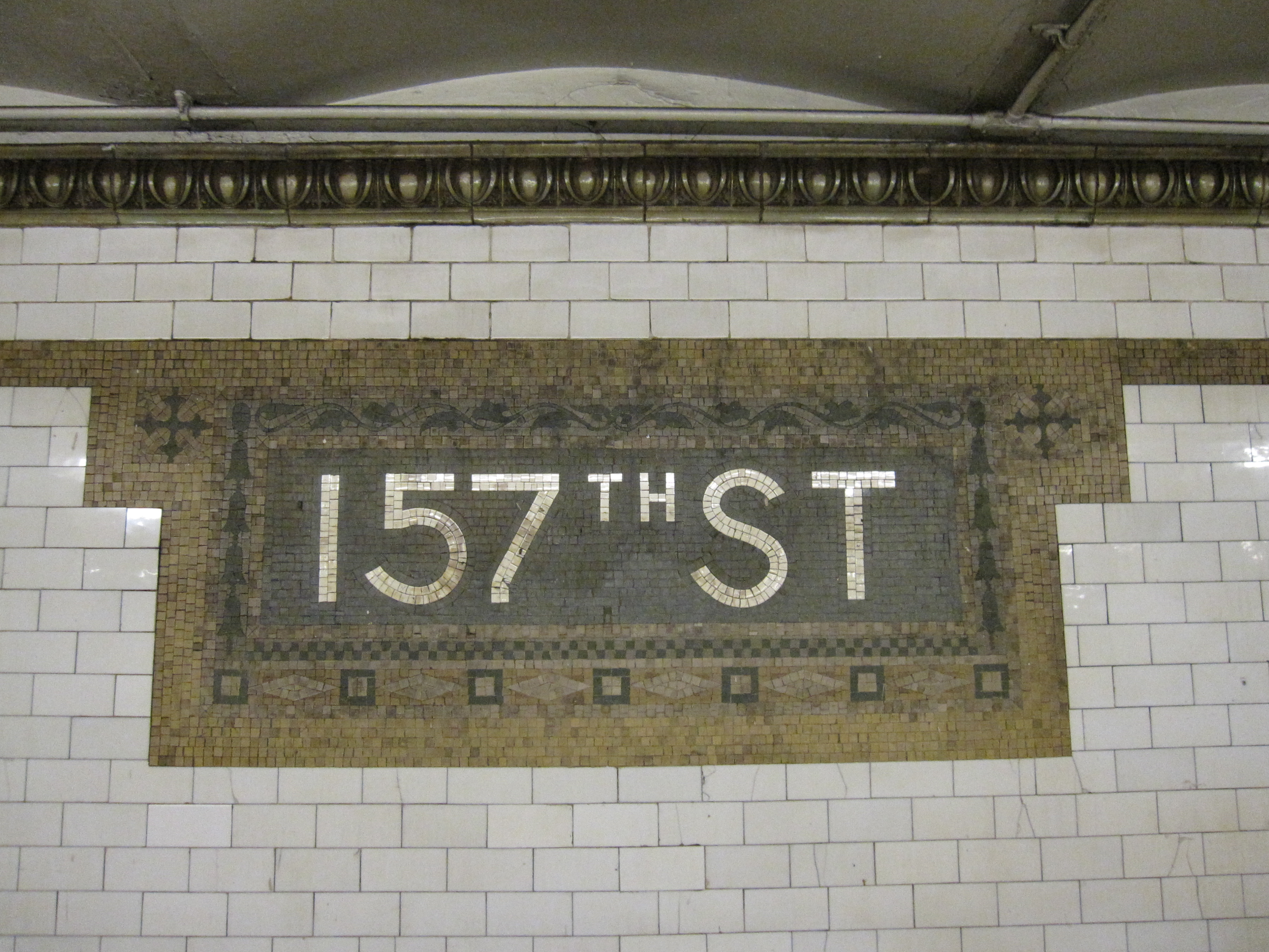
Именная мозаика
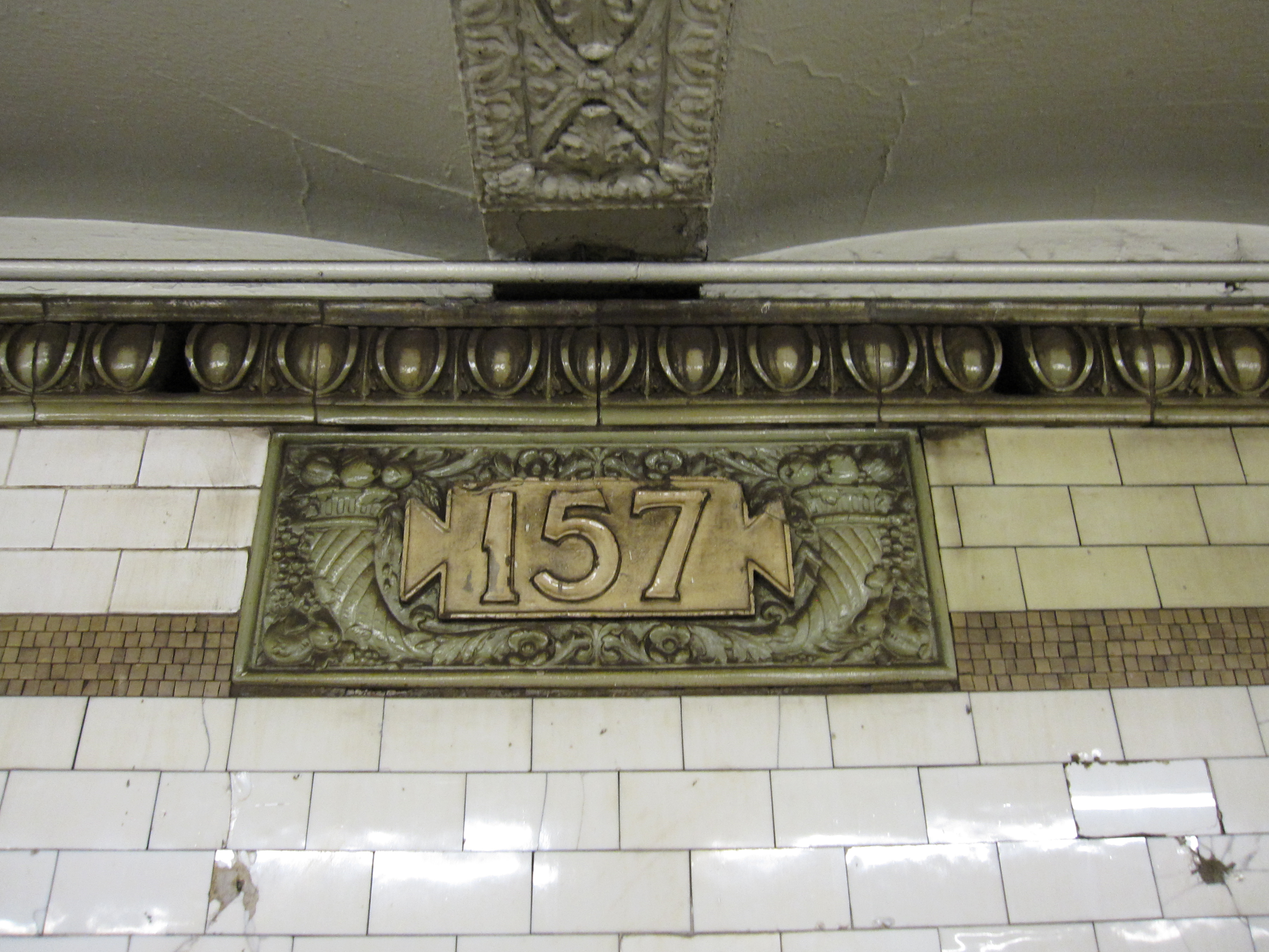
Картуш с числом "157"